# Wilson Gottardo
Wilson Roberto Gottardo, genannt Wilson Gottardo, (* 23. Mai 1963 in Santa Bárbara d’Oeste) ist ein ehemaliger brasilianischer Fußballspieler und -trainer. Er gewann in seiner Karriere verschiedene nationale sowie internationale Meisterschaften.
Mit den Vereinen Botafogo FR und CR Flamengo wurde er brasilianischer Fußballmeister. Seinen größten Erfolg feierte er aber 1997 mit Cruzeiro EC aus Belo Horizonte beim Gewinn der Copa Libertadores. 2015 arbeitete er als Technischer Direktor beim Botafogo FR.

## Erfolge
Botafogo
- Troféu Cidade de Palma de Mallorca: 1988
- Taça Rio: 1989
- Staatsmeisterschaft von Rio de Janeiro: 1989, 1990
- Campeonato Brasileiro de Futebol: 1995
- Trofeo Teresa Herrera: 1996
- Copa Nippon Ham: 1996
- President of Alaniya International Cup: 1996[1]
- Copa Rio-Brasília: 1996

São Paulo
- Copa dos Campeões Mundiais: 1995

Flamengo
- Taça Rio: 1991
- Staatsmeisterschaft von Rio de Janeiro: 1991
- Copa Rio: 1991
- Campeonato Brasileiro de Futebol: 1992

Cruzeiro
- Staatsmeisterschaft von Minas Gerais: 1997, 1998
- Copa Libertadores: 1997
- Recopa Sudamericana: 1998

Sport
- Staatsmeisterschaft von Pernambuco: 1999